# I-AVLS智慧氣門提升系統
i-AVLS智慧氣門提升系統（（英文）i-Active Valve Lift System）通常縮寫成「i-AVLS」，乃是由日本富士重工業研發的可變氣門正時技術，可調整進、排氣閥門的開閉時間，除有助於加強馬力輸出，又可減少廢氣排放，專門使用於該公司的自然進氣式引擎。

## 工作原理
i-AVLS與該公司另一套AVCS截然不同，因為前者藉由改變凸輪軸來操控兩個進氣埠。針對低中揚程和高揚程，凸輪凸部經過特殊設計。每個汽缸的進氣閥門由搖臂以其所屬的凸輪凸部操作，背後則有行車電腦控制。要選擇不同的氣門升程模式，引擎產生的油壓會移動一根銷子，以扣住兩個凸輪凸部。在引擎轉速低的低中揚程時，凸輪軸加速空氣進入引擎，以增加扭矩和作功效率。相反的，在引擎轉速高的高揚程中，凸輪軸將兩個進氣閥門全開，減少空氣進入的阻力和提高功率。
配置i-AVLS的速霸陸引擎中，每個汽缸皆有兩個進氣閥門，但i-AVLS只控制其中之一，另一個則永遠在高揚程狀態下運作。如此一來，當空氣進入汽缸後會造成壓力不平衡而引起渦流。這種渦流使得油氣在汽缸內平均散佈，在引擎低轉速的情況下燃燒得更充分。根據不同的引擎負荷、駕駛環境及外在氣候條件，行車電腦會自動選擇凸輪升程模式。

## 內部連結
- 速霸陸
- 可變氣門正時
- AVCS主動閥門控制系統

## 外部連結
- （英文）It's What Makes a Subaru, a Subaru: i-Active Valve Lift System (AVLS)